# Lakenvelder

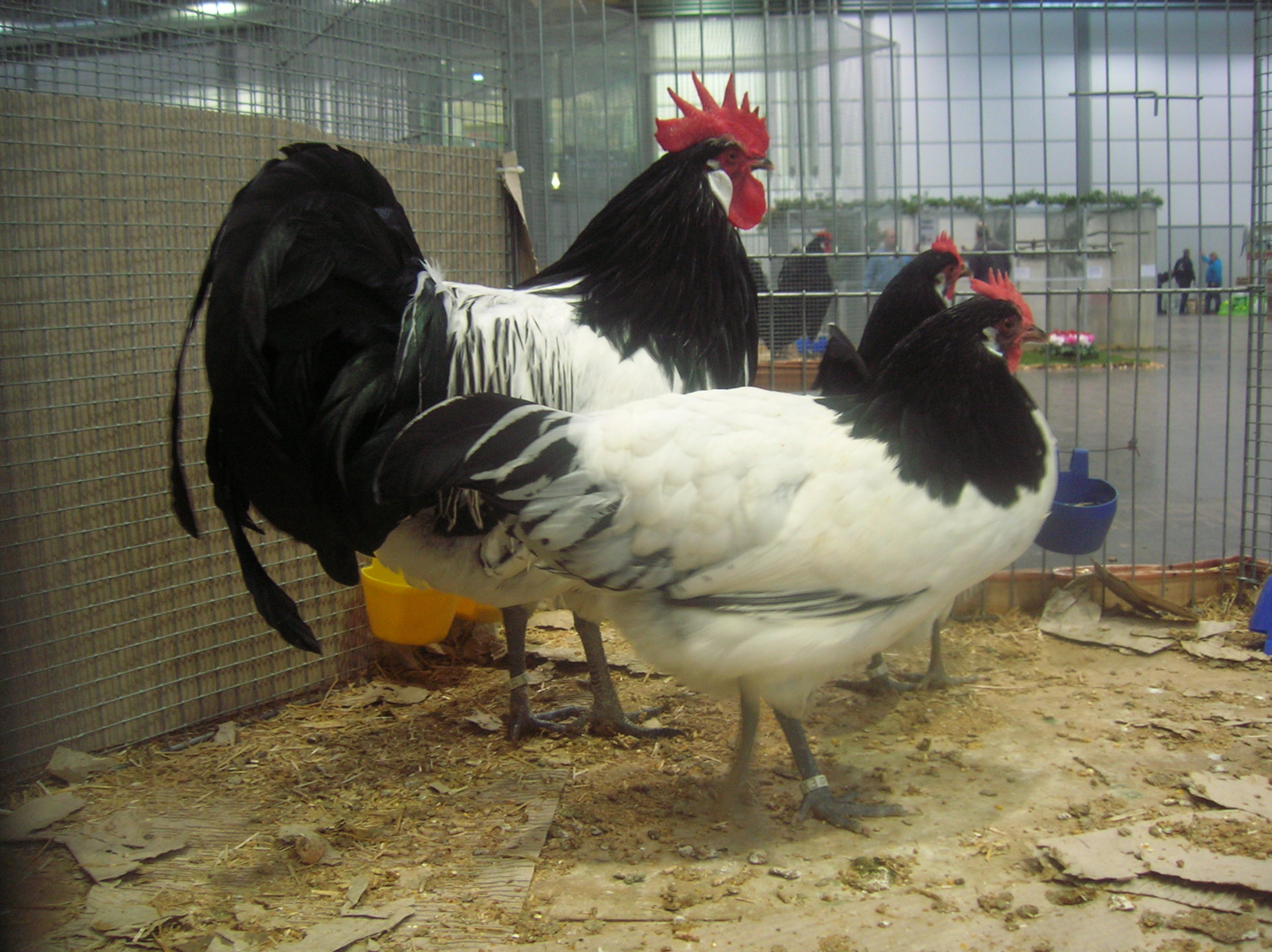
Polli Lakenfelder esposti alla Mostra di Lipsia del 2015.

Lakenfelder è una vecchia razza leggera di pollo di origini nordeuropee, caratterizzata da un piumaggio parzialmente bianco e nero "a contrasto", colorazione presente solo in questa razza e che quindi la rende unica. Le origini della razza non sono molto chiare, e sia i Paesi Bassi che la Germania rivendicano la sua paternità. È un classico pollo di tipo campagnolo, con una spiccata attitudine alla produzione di uova. Oggi la Lakenfelder viene allevata principalmente per le esposizioni avicole, e ne è stata creata anche una versione in miniatura.

## Origini
Le origini della razza sono piuttosto controverse, visto che polli caratterizzati dal piumaggio a contrasto bianco e nero sono menzionati sia dalla letteratura olandese che da quella tedesca, pertanto esistono varie versioni riguardanti la nascita della razza. Secondo una prima versione la razza sarebbe assolutamente olandese, in quanto il nome Lakenvelder deriverebbe da Lakervelt, un villaggio vicino ad Utrecht in cui sarebbe nata all'inizio del XVIII secolo. Un'altra opinione è quella secondo cui il nome sarebbe nato dalla descrizione del piumaggio, in quanto in olandese "laken" significa lenzuolo e "vel" significa pelle, quindi il nome significherebbe "pelle di lenzuolo". Un'altra versione afferma che la razza sia nata sia nei Paesi bassi che in Germania, essendo polli di questo tipo molti diffusi già a partire dai primi dell'800 sia nei Paesi Bassi che nella Vestfalia e nelle campagne intorno ad Hannover.
Lo studioso Brown invece propose una versione completamente diversa, affermando che la razza fosse stata importata da Gerusalemme, e in effetti inizialmente la razza fu denominata Lakenvelder de Jerusalem; i polli provenienti da Gerusalemme sarebbero poi stati accoppiati, secondo Brown, con polli di razza Campine. Altri studiosi sostengono invece che alla sua creazione hanno concorso la Braekel argento barrata nero, la Ostfriesische Mowen e il Gabbiano di Frisia Orientale.
Inoltre esiste anche una razza di bovini chiamata con lo stesso nome che presenta lo stesso tipo di colorazione, e questo andrebbe a favore della tesi secondo cui il nome derivi dalla descrizione del piumaggio.

## Caratteristiche morfologiche
La Lakenvelder è un pollo di tipo campagnolo, snello ed elegante, di costituzione molto leggera e minuta. La testa è larga e di medie dimensioni, dotata di una cresta semplice a 5 punte poco sviluppata. Il becco è forte e poco ricurvo, mentre gli occhi sono grandi, rotondi e dall'iride bruno rossiccia. Gli orecchioni sono piccoli, oblunghi e bianchi; i bargigli sono arrotondati e di media lunghezza.
Il collo è mediamente lungo e dritto, e il dorso è di media lunghezza e abbastanza largo, portato orizzontalmente verso la coda. La coda è ricca, lunga e ben spiegata, dotata di falciformi particolarmente ricurve e allungate nel maschio, ed è portata abbastanza alta rispetto al dorso. Le zampe sono abbastanza basse, forti, con tarsi sottili di colore ardesia scuro ed unghie bianche.
L'addome è pieno, ben arrotondato e prominente. Il peso si aggira intorno ai 2,400 kg per il gallo e ai 1,800 kg per la gallina.

## Colorazioni
La razza è presente in un'unica varietà di colore, assente in tutte le altre razze e che quindi la rende un pollo unico. Il colore di base in entrambi i sessi è bianco puro, ad eccezione della mantellina (collo), della testa e della coda che sono totalmente nere a riflessi metallici verdastri. Le remiganti primarie hanno le barbe esterne bianche e quelle interne nere; le remiganti secondarie all'opposto, hanno le barbe esterne nere e quelle interne bianche.

## Qualità
La Lakenvelder è una tipica razza ovaiola, e come tale, non è utilizzata per produrre polli da carne. Grazie al suo piumaggio a contrasto e alle sue forme aggraziate ha conquistato le simpatie di molti allevatori amatoriali in tutto il mondo, che l'hanno resa popolare presso le mostre avicole, mentre come altre razze ovaiole nordeuropee non ha mai suscitato interessi industriali; è quindi allevata soprattutto a scopo sportivo. Le uova hanno guscio bianco rosato.